# Шурово (Сумская область)
Шурово (укр. Шурове) — село,
Вольненский сельский совет,
Великописаревский район,
Сумская область,
Украина.
Код КОАТУУ — 5921280506. Население по переписи 2001 года составляло 66 человек.

## Географическое положение
Село Шурово находится на левом берегу реки Ворсклица,
выше по течению на расстоянии в 1 км расположено село Широкий Берег,
ниже по течению на расстоянии в 1 км расположено село Дружба,
Пойма реки заболочена, около села несколько заболоченных озёр.
Рядом проходит автомобильная дорога Т-1901.